# Veddriq Leonardo
Veddriq Leonardo (Pontianak, 11 de março de 1997) é um escalador indonésio.

## Carreira
Ele foi introduzido pela primeira vez à escalada de competição em seu primeiro ano do ensino médio. Em 2014, ele participou de seu primeiro campeonato nacional em Tanjung Balai Karimun, onde terminou entre os oito primeiros. Em 2016, ele ganhou sua primeira medalha (bronze) no campeonato nacional júnior em Bangka Belitung. Seu primeiro evento internacional foi a Copa do Mundo de Moscou de 2018, onde ficou em terceiro lugar.
Ele detém o recorde mundial da disciplina, realizado em duas vezes, primeiro após estabelecê-lo a caminho de vencer o evento de escalada de velocidade masculina na Copa do Mundo de Escalada IFSC de 2021 em Salt Lake City, e novamente na Copa do Mundo de Escalada IFSC de 2023 em Seul. Ele consagrou-se campeão olímpico, tendo vencido a escalada de velocidade nos Jogos Olímpicos de Verão de 2024, em Paris, na França, tornando-se assim o primeiro medalhista de ouro olímpico indonésio fora do badminton.